# Jeanne-Marie Bonomo
Jeanne-Marie Bonomo (Asiago, 15 août 1606 - Bassano del Grappa, 1er mars 1670) est une bénédictine italienne stigmatisée reconnue bienheureuse par l'Église catholique.

## Biographie
Giovanna Maria Bonomo naît le 15 août 1606 à Asiago. En 1615, son père la met en pensionnat dans le monastère des clarisses de Trente pour parfaire son éducation. À 15 ans, le 21 juin 1621, elle entre au monastère bénédictin de Bassanoet prononce ses vœux le 8 septembre 1622.
Ses biographes racontent dès son enfance plusieurs faits merveilleux mais c'est surtout sa vie monastique qui est hagiographique, relatant plusieurs expériences mystiques, vision, extase, mariage mystique, bilocation, stigmates, guérisons, prophétie, ou vue à distance. En 1643, le cardinal Marcantonio Bragadin, évêque de Vicence, fait une visite pastorale à Bassano et entend parler défavorablement de Jeanne-Marie. Il lui interdit alors de devenir abbesse, d'aller au parloir, d'écrire des lettres et nomme un nouveau confesseur pour les bénédictines, hostile à sœur Bonomo.
Après sept ans, elle est autorisée à reprendre sa correspondance ; elle est élue abbesse en juin 1652 puis élue prieure le 1er août 1655, jusqu'en 1664, date à laquelle elle est de nouveau élue abbesse. Elle décède à Bassano del Grappa le 1er mars 1670. Sa spiritualité est surtout franciscaine et bénédictine, mais possède aussi des influences carmélitaines et ignatiennes, centré sur le Christ contemplé dans sa vie terrestre.

## Culte
Son procès de béatification est demandé par les bénédictines de Bassano en 1699 ; il est ouvert le 6 mars 1706 par Clément XI. Elle est reconnue vénérable le 28 novembre 1758 par Clément XIII et béatifiée par Pie VI le 9 juin 1783,. Lors de la Première Guerre mondiale, les bombardements détruisent tout Asiago sauf la statue qui lui est dédiée depuis 1908 ; certains fidèles y voyant un miracle.